# Eublemma suppuncta
Eublemma suppuncta is een vlinder van de familie van de spinneruilen (Erebidae). De wetenschappelijke naam van deze soort is voor het eerst voorgesteld als Thalpochares suppuncta door Otto Staudinger in een publicatie uit 1892.
De soort komt voor in Turkije en Iran.